# 揚一世 (盧賓公爵)
揚一世（波蘭語：Jan I lubiński，1425年—1453年11月21日），盧賓公爵，路德維克三世的長子，1441年至1446年在位。
1445年，揚一世與布熱格的雅德薇加結婚，兩人的獨子腓特烈一世於1446年出生。同年盧賓公國破產，揚一世被迫將領地賣給格沃古夫的亨里克九世。